# ゴールドバンド・レコード
ゴールドバンド・レコード (Goldband Records)は、米国ルイジアナ州レイクチャールズの独立系レコード・レーベル。ルイジアナ州に特化したケイジャンやザディコのリリースで知られる。

## 来歴
1945年、エディ・シューラーが自身のバンド、オールスター・レヴェラーズをレコーディングするために設立した。間もなく彼は、ケイジャン・アコーディオン奏者のアイリー・ルジューンをレコーディング。レーベルとしての活動を活発化させている。
1950年代に入ると、クラレンス・"ボン・トン"・ガーロウ、ブーズー・チェイヴィスといった人たちのレコードをリリースし、間口を広げていった。フォークスター、TNT、ジャドー、トレイ、ティックトック、アンラといった傘下のレーベルも複数立ち上げ、リリースを行っている。また、レーベルはスタジオも設立し、ここでは後のカントリーミュージックのスターとなるドリー・パートンもレコーディングを行っている。
1970年代以降、世の中の音楽の流行の変化に取り残され、ゴールドバンドは勢いを失っていったものの、レーベルは存続し続けた。2005年7月23日、シューラーが死去しレーベルは閉鎖となったが、この時点で設立より60年が経過しており、最も長い歴史を持つ米国の独立系レーベルとなっていた。
2017年にスタジオや事務所を擁したゴールドバンドの建物は老朽化のため取り壊された。